# ...And Then I Wrote
…And Then I Wrote — дебютний студійний альбом американського співака Віллі Нельсона, представлений у вересні 1962 року під лейблом Liberty Records.
Незважаючи на безрезультатні спроби Нельсона досягти успіху із записами своїх пісень із D Records, а також після спроб співака з іншими лейблами, він продав кілька своїх оригінальних пісень іншим виконавцям. Після того, як його пісня «Family Bible» стала хітом у виконанні Клода Ґрея у 1960 році, він переїхав до Нашвілла, де підписав контракт із лейблом Pamper Music як автор пісень. Декілька його пісень стали хітами для інших виконавців, у тому числі Фарона Янга («Hello Walls»), Рей Прайс («Night Life») і Петсі Клайн («Crazy»).
Натхненний успіхом написаних пісень, він підписав контракт із Liberty Records. У серпні Нельсон почав запис свого першого альбому, продюсером якого став Джо Еллісон. Два сингли із цього альбому («Touch Me» і «The Part Where I Cry») були записані в Нашвіллі, а решта пісень — у вересні 1962 року на студій лейблу в Лос-Анджелесі. Сингл «Touch Me» став другою піснею музиканта, яка увійшла в топ-10 чарту Billboard Hot Country Singles, досягнувши 7 місця.

## Список пісень
Автор музики і слів Віллі Нельсон (якщо не зазначено інше). 
| Сторона 1 | Сторона 1                   | Сторона 1  |
| #         | Назва                       | Тривалість |
| --------- | --------------------------- | ---------- |
| 1.        | «Touch Me»                  | 2:12       |
| 2.        | «Wake Me When It's Over»    | 2:48       |
| 3.        | «Hello Walls»               | 2:23       |
| 4.        | «Funny How Time Slips Away» | 3:02       |
| 5.        | «Crazy»                     | 2:50       |
| 6.        | «The Part Where I Cry»      | 2:18       |

| Сторона 2 | Сторона 2                           | Сторона 2            | Сторона 2  |
| #         | Назва                               | Автор                | Тривалість |
| --------- | ----------------------------------- | -------------------- | ---------- |
| 1.        | «Mr. Record Man»                    |                      | 2:10       |
| 2.        | «Three Days»                        |                      | 2:33       |
| 3.        | «One Step Beyond»                   |                      | 2:20       |
| 4.        | «Undo the Right»                    | Генк Кокрен, Нельсон | 2:56       |
| 5.        | «Darkness on the Face of the Earth» |                      | 2:19       |
| 6.        | «Where My House Lives»              |                      | 2:24       |

## Учасники запису
- Віллі Нельсон — вокал, акустична гітара
- Біллі Стрендж — гітара
- Рой Ніколс — гітара
- Джонні Вестерн — гітара
- Ерл Палмер — барабани
- Б. Дж. Бейкер — бек-вокал

Технічний персонал
- Джо Еллісон — продюсер
- Ральф Валентайн — інженер
- Селбі Коффен — інженер
- Чарлі Вільямс — лінійні нотатки
- Мюррей Гарретт — фотограф
- Джин Говард — фотограф

## Чарти
| Рік  | Пісня    | Чарт                          | Найвища позиція |
| ---- | -------- | ----------------------------- | --------------- |
| 1962 | Touch Me | Billboard Hot Country Singles | 7               |